# コンサドーレライブスタジアム
コンサドーレライブスタジアムは、HBCラジオのプロサッカーJリーグ・北海道コンサドーレ札幌の試合中継である。

## 歴史
1999年放送開始。札幌厚別公園競技場及び札幌ドームで行われるホームゲームの生中継を行っている。
基本的にはホームでの土日デイマッチのみだが、2000年10月21日のJ1昇格決定試合となった平塚競技場での湘南ベルマーレ戦は日本シリーズ第2戦を差し替えて中継した。また、2002年3月17日のジュビロ磐田スタジアムでのジュビロ磐田戦ではサッカー中継では初となるダブル実況中継を静岡放送と共同で行った。（札幌の選手がボールを持っている時にはHBC、磐田の場合はSBS、それぞれのアナウンサーが実況。）
しかし、プロ野球・日本ハムファイターズの北海道移転後は日本ハムのデイゲーム優先のため中継数が激減。現在はパ・リーグ開幕前及び、日本ハム戦がナイトゲームの場合に限り中継されている。また、HBCファイターズナイターにおいて「○○（スポンサー名が入る）プレゼンツ コンサドーレ速報」として途中経過及び結果を伝えている。このような状況もあり、2016年8月25日にFMラジオ局のFM NORTH WAVEもコンサドーレ戦中継を実施し、5年ぶりにコンサドーレがJ1に復帰した2017年は、HBCの競合局であるSTVラジオもコンサドーレ戦中継に着手することになった。10月29日の鹿島アントラーズ戦ではHBC・STVにFMラジオ局のAIR-G'も加えた業界初となる3局合同生中継を実施（ハーフタイム3局同時同音源）

## 解説
- 川合孝治
- 野々村芳和
- 吉原宏太（2015年から）

## 実況・ピッチリポーター
- 管野暢昭
- 川畑恒一
- 卓田和広
- 堀啓知（2008年から）
- 水野善公（2015年から、リポートのみ）
- 矢萩尚太郎（2015年から、リポートのみ）